# Gottes Zeit ist die allerbeste Zeit
Gottes Zeit ist die allerbeste Zeit (in tedesco, "Il tempo di Dio è il tempo migliore") BWV 106, conosciuta anche con il titolo di Actus Tragicus, è una cantata di Johann Sebastian Bach.

## Storia
La cantata venne quasi certamente composta come lavoro funebre, forse per le esequie di Tobias Lämmerwirt, morto nell'agosto 1707 (14 agosto nel Duomo di Erfurt). 
Nota anche come Actus Tragicus, venne probabilmente scritta a Mühlhausen, città della Turingia dove Bach lavorò come organista nel 1707-1708. 
Il testo si compone di un gruppo di versi biblici e di strofe, queste ultime scritte da un autore sconosciuto, formando una sequenza di otto movimenti.
Il 3 giugno 1708 venne eseguita ad Arnstadt.

## Struttura
La Gottes Zeit ist die allerbeste Zeit è scritta per 4 voci (soprano, contralto, tenore, basso), flauto I e II, viola da gamba I e II e basso continuo.
Nell'organico usato da Bach le viole da gamba erano accordate sul chorton (tono del coro, che era quello dell'organo, a 465 Hz), più acuto del La attuale (440 Hz), mentre gli strumenti a fiato erano intonati sul cammerton (tono da camera, da 415 Hz): la differenza di intonazione poteva essere addirittura di una terza minore. Di conseguenza, le parti degli strumenti a fiato sono scritte in una tonalità diversa da quella delle altre parti. L'insolita strumentazione di due flauti dolci (strumento associato all'oltretomba), due viole da gamba e basso continuo sottolinea la gravità della cantata, che si apre con una sonatina strumentale.
Il secondo movimento si sviluppa in una vivace sezione fugata corale. Un arioso del tenore solista enuncia la brevità della vita terrena. Il coro al centro della cantata elabora questo tema, ma poi accoglie il pensiero della morte con le parole Sì, vieni Signore Gesù. L'idea del trapasso viene poi ripreso dall'aria del contralto. Il basso canta poi le parole di Cristo al peccatore sulla croce, prima che la cantata si concluda con il corale In dich hab' ich gehoffet, Herr e con una fuga sulla parola Amen, portando questo lavoro ad una conclusione inaspettatamente esuberante.

## Testo
| 1 Sonatina 2a Coro Gottes Zeit ist die allerbeste Zeit. In ihm leben, weben und sind wir, solange er will. In ihm sterben wir zur rechten Zeit, wenn er will. 2b Arioso (tenore) Ach, Herr, lehre uns bedenken, dass wir sterben müssen, auf dass wir klug werden. 2c Aria (basso) Bestelle dein Haus; denn du wirst sterben und nicht lebendig bleiben! 2d Coro e arioso (soprano) Es ist der alte Bund: Mensch, du musst sterben! (Ich hab' mein Sach' Gott heimgestellt Er mach's mit mir wie's ihm gefällt Soll ich all hier noch länger leben Ohne Widerstreben Seinem Willen tu' ich mich ganz ergeben). Ja, komm, Herr Jesu! 3a Aria (contralto) In deine Hände befehl' ich meinen Geist; du hast mich erlöset, Herr, du getreuer Gott. 3b Arioso e corale (basso e contralto) Heute wirst du mit mir im Paradies sein. (Mit Fried' und Freud' ich fahr' dahin In Gottes Willen, Getrost ist mir mein Herz und Sinn, Sanft und stille. Wie Gott mir verheißen hat: Der Tod ist mein Schlaf worden). 4 Coro Glorie, Lob, Ehr' und Herrlichkeit Sei dir, Gott Vater und Sohn bereit', Dem Heil'gen Geist mit Namen! Die göttlich' Kraft Macht uns sieghaft Durch Jesum Christum, Amen. | 1 Sonatina 2a Coro Il tempo di Dio è il tempo migliore. In lui viviamo, ci muoviamo e siamo, fin quando egli vuole. In lui moriamo al momento opportuno, quando egli vuole. 2b Arioso (tenore) Oh, Signore, insegnaci a ricordare che noi dobbiamo morire, affinché diventiamo saggi. 2c Aria (basso) Riordina la tua casa; perché morirai, e non rimarrai vivo! 2d Coro e arioso (soprano) È l'antico patto: uomo, devi morire! (Ho riconsegnato a Dio tutto ciò che è mio, egli fa di me come più preferisce. Se devo ancora vivere qui senza oppormi mi arrendo al suo volere). Sì, vieni Signore Gesù! 3a Aria (contralto) Nelle tue mani rimetto il mio spirito; tu mi hai redento, Signore, Dio fedele. 3b Arioso e corale (basso e contralto) Oggi sarai con me in Paradiso. (In pace e gioia me ne vado nel volere di Dio, sereni sono il mio cuore e il mio spirito, placidi e quieti. Come Dio mi ha promesso: la morte è diventata il mio sonno). 4 Coro Gloria, lode, onore e magnificenza siano a te, Dio padre e figlio, offerti e allo spirito santo per nome! La forza divina ci rende vittoriosi attraverso Gesù Cristo, amen. |